# 플루톤

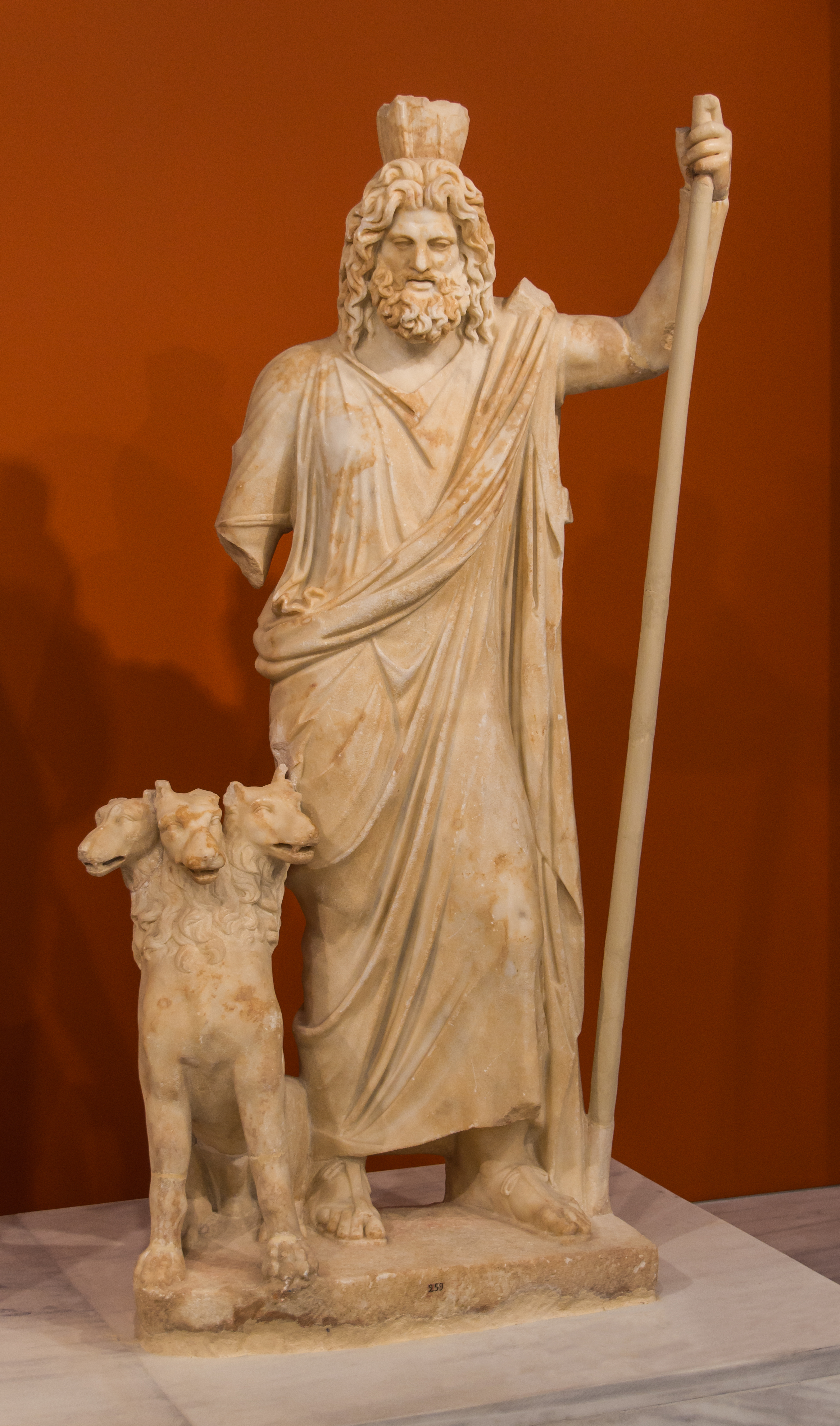

플루토(PLUTO)는 로마 신화에서 명계(冥界)를 관장하는 남신으로, 그리스 신화 명계의 남신 하데스와 동일시된다. 문서명은 잘못 입력된 것으로, 문서의 정확한 이름인 플루토는 그리스어의 플루톤(Πλούτων)에서 유래된 것이다.